# Batalla de Abu-Ageila
La batalla de Abu-Ageila fue una confrontación militar entre el Ejército de Israel y el Ejército de Egipto como parte de la guerra de los Seis Días de junio de 1967. La derrota de los egipcios aquí fue un factor importante en la pérdida de la totalidad de la península a las fuerzas israelíes en los días siguientes a la guerra de los Seis Días.

## Escenario
El ataque israelí a Abu Ageila era parte de la ofensiva en el desierto del Sinaí. Este ataque fue dirigido por el comando sur que constaba de tres divisiones bajo las órdenes de los generales mayores Avraham Yoffe y Ariel Sharón. Como parte del plan israelí del comando sur, Sharón recibió la orden de capturar el cruce de carreteras en Abu-Ageila con el fin de obtener acceso a la ruta central en el desierto del Sinaí. Los egipcios habían tomado los preparativos pertinentes para prevenir una brecha allí. Las defensas egipcias se habían centrado en la meseta Um Kateff al este de Abu-Ageila, a unos 25 kilómetros de la frontera israelí. Las fuerzas de defensa eran una parte importante del plan general de defensa, llamado «Qahir», más tarde conocido como guerra de los seis días.

## Efectivos de las fuerzas opuestas
Las tropas israelíes sumaban alrededor de 14 000 soldados. Se ha calculado que las tropas egipcias sumaban 8000 soldados. Pero lo que era más importante, los israelíes tenían una ventaja significativa en sus tanques, contra los 66 tanques egipcios T-34 de la época de la Segunda Guerra Mundial con armas de 85 mm y los 22 SU-100 con armas de 100 mm, los israelíes se enfrentaron al ejército egipcio con un total de 150 tanques: modernos, AMX-13 con cañones de 75 mm, así como un centenar de Centuriones(carro de combate) y Super Shermans armados con cañones de 105 mm. Las armas usadas por los centuriones fueron los cañones Royal Ordnance L7, hechas específicamente para derrotar a los T-54, un tanque más moderno que los otros dos tipos de tanques usados por los egipcios en esta batalla. Por otro lado, el mejor cañón de tanque disponible para los egipcios era el usado por los 22 cazatanques SU-100, una pieza de artillería de la Segunda Guerra Mundial y superada por el blindaje frontal del Centurion. Como resultado, en adición a la superioridad numérica, los tanques israelíes también tenían una gama de armamento más eficaz y moderna.
Lista de las dos unidades de combate:
Las fuerzas israelíes:
- 1 batallón mecanizado de reconocimiento
- La  14 brigada de blindados de Israel (con tanques Super Sherman)
- 1 batallón de tanques independiente ( con tanques centuriones)
- 1 brigada de infantería
- 1 brigada de paracaidistas
- 6 batallones de artillería
- 1 batallón de ingenieros militares

Las fuerzas egipcias:
- Segunda división de infantería
  - 12.ª Brigada de infantería
    - 37.ª,38.ª,39.ª Batallones de infantería

  - 51.ª Brigada de artillería
    - 330,332,334 Batallón de artillería

  - 2 compañías antiaéreas

Adjuntadas a la brigada 12:
- Sexto regimiento de tanques (T-34)
  - Batallón de tanques 288.ª
- 1 batallón antitanque mecanizado ( SU-100)
- Batallón 352 de infantería
- Batallón 299 de artillería
- Batallón 336 medio de artillería

## Las defensas egipcias
La defensa egipcia se constituyó de la siguiente manera: la segunda división de infantería preparó defensas en el área entre Abu Ageila y Kusseima con el centro situado en la meseta de la zona de Um Katef-Ruafa Dam, con la 12.ª brigada de infantería defendiendo Abu Ageila y a la 10.ª brigada de infantería Kusseima. Um Katef estaba situada geográficamente en una buena posición, ya que estaba limitada por un área de dunas de arena hacia el norte y una zona de montañas rocosas hacia el sur. En esta meseta los egipcios construyeron tres trincheras de unos cinco kilómetros cada una reforzadas con hormigón. Cada trinchera fue defendida por un batallón de infantería, además de haber reforzado la defensa de cada trinchera con un escuadrón de tanques. En la parte trasera había dos batallones de artillería de apoyo(330.ª,334.ª), detrás de ellos el batallón de tanques 288.ª listo para el contragolpe. Hacia el norte también se incorporaron batallones de artillería y de infantería. Tenían que proteger el flanco de la posición principal en el sureste.
Cinco kilómetros al oeste de la meseta del perímetro Um Katef estaba la presa Ruafa. Aquí fueron el batallón de infantería 352.ª y los batallones de artillería 332.ª y 336.ª. Cinco kilómetros al noroeste de Abu-Ageila, el saldo del 6.ª regimiento de tanques se posicionó para bloquear a las fuerzas enemigas que vienen del noroeste o en contra de las posiciones de la 12.ª brigada hacia el este o suroeste.

## La batalla
El plan de ataque israelí se basaba en la información reunida dos días antes de que la guerra comenzara, que indicaba que Um-Katef era defendido por un solo batallón de infantería. Basándose en esta información los israelíes planearon un ataque frontal, empleando su potente batallón de tanques independientes. Después de los bombardeos aéreos, este batallón de tanques comenzó su ataque en Um-Katef a las 8:15. El ataque, sin embargo, se detuvo debido a la resistencia de una formación egipcia desconocida y un campo de minas desconocido, causando la pérdida de siete tanques centuriones israelíes. Ahora la brigada blindada 14.ª recibió la orden de atacar frontalmente hacia el sur. Después de un breve bombardeo aéreo, este ataque se inició a las 12:30 pero se vio obligado a detenerse también. Ahora que la fuerza y posición de los egipcios era conocida, el general Sharón cambió sus planes. Se le ordenó al batallón de tanques independientes conducir a través de las dunas de arena siguiendo una ruta de camellos y atacar a la fuerza blindada egipcia en la presa Ruafa. Al mismo tiempo la 14.ª brigada blindada atacaría desde el este. Sin embargo, antes de que esto pudiera suceder, Um-Katef tendría que caer, una tarea dada a la brigada de infantería de Sharón, que estaba en estado de reserva hasta entonces. Este ataque de la infantería debía suceder bajo el amparo de la oscuridad.
Mientras tanto la fuerza acorazada israelí proporcionaría apoyo y toda la artillería israelí se utilizaría en apoyo de este ataque. Esto significaba que no habría fuego de supresión israelí contra la artillería egipcia, ante la cual la infantería israelí se encontraba en una situación de extrema vulnerabilidad. Se decidió que la artillería egipcia fuera puesta fuera de combate antes del ataque con la brigada de paracaidistas. Sin embargo, con solo seis helicópteros disponibles, se podría usar solo un número muy limitado de efectivos.
El ataque comenzó el 5 de junio a las 24:00 horas, después de que la artillería israelí hubiera estado disparando durante media hora, con los tanques israelíes moviéndose a la posición de salida bajo el ruido de la artillería. Después de intensos combates, los batallones de infantería israelíes irrumpieron a través de las trincheras en Um-Katef con un tercio de ellas despejadas hacia las 2:30 de la mañana. Ahora los ingenieros empezaron a despejar un camino a través del campo minado que se completó hacia las 4:00 de la mañana, permitiendo a la brigada blindada 14 dirigirse a la presa de Ruafa. A las 7:00 de la mañana, los israelíes atacaron los batallones de tanques egipcios y los batallones antitanques desde dos lados, los tanques centuriones desde el este y con los tanques Super Sherman desde el oeste. Después de tres horas de lucha, esas unidades egipcias fueron destruidas, después de lo cual los restos de la 12.ª brigada de Egipto fueron eliminados. Sobre las 12:00 de la tarde el cruce de carreteras en Abu-Ageila estaba en manos israelíes y la carretera al Sinaí estaba abierta. La batalla terminó con 40 víctimas y 19 tanques destruidos para los israelíes, y 4000 víctimas además de 40 tanques perdidos para el lado egipcio.

## Consecuencias
La victoria en Abu Ageila significó que el camino hacia el Sinaí central estaba abierto para los israelíes, y para Sharón y sus fuerzas en particular. Muchas de las unidades egipcias estaban intactas y podrían haber luchado y tratado de impedir que los israelíes alcanzaran el canal de Suez. Sin embargo, cuando el ministro egipcio de defensa, el mariscal de campo Abdel Hakim Amer se enteró de la caída de Abu Ageila le entró el pánico y ordenó a todas las unidades en el Sinaí retirarse a la orilla occidental de Canal de Suez en un solo día. No había un plan previo de retirada, por lo que las unidades dejaron atrás el equipo pesado y los suministros. Esto dio lugar a que los israelíes se apresuraran para hacerse con las posiciones abandonadas y de paso obtener grandes cantidades de armamento y munición abandonados. Para el 8 de junio de 1967, la mayor parte de la zona del Sinaí había sido ocupada por las fuerzas israelíes.